# Литтлтон, Альфред
А́льфред Ли́ттлтон (англ. Alfred Lyttelton; 7 февраля 1857, Вестминстер, Большой Лондон — 5 июля 1913, Лондон) — британский политик-консерватор, королевский адвокат и спортсмен, который преуспел как в футболе, так и в крикете.

## Биография
Альфред Литтлтон родился 7 февраля 1857 года в Вестминстере; происходил из аристократической семьи Литтлтон; младший сын Джорджа Литтлтона, 4-го барона Литтлтона (1817-1876) и Мэри (англ. Mary Lyttelton, урожденной Глинн (англ. Glynne); 1813—1857). Получил образование в     Тринити-колледже Кембриджского университета и в Итонском колледже.

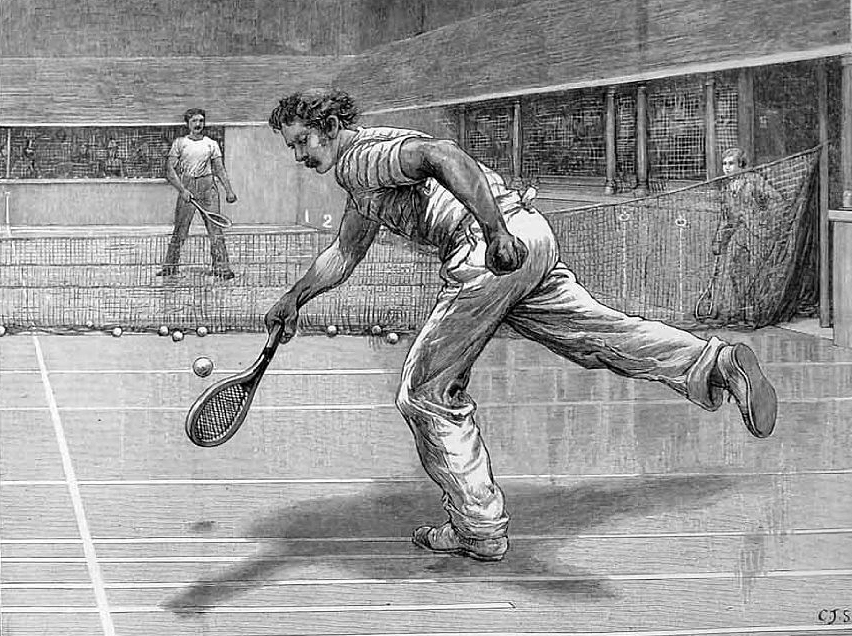
Альфред Литтлтон

Во время учебы в университете он участвовал в университетских матчах по пяти видам спорта: крикет (1876–1879), футбол (1876–1878), легкая атлетика (1876; выбран для метания молота), рэкетс (1877–1879) и реал-теннис (1877–1879), демонстрируя способности, которые, возможно, сделали его одним из самых выдающихся английских спортсменом своего поколения; его единственным соперником с точки зрения универсальности был Катберт Оттауэй из Оксфорда. Помимо множества других достижений, он был первым человеком, представлявшим Англию как в футболе, так и в крикете.
Несмотря на то, что Литтлтон пять раз избирался в Парламент, был членом Палаты общин и Тайного совета Великобритании, королевским адвокатом и даже министром по делам колоний (1903—1905), его популярность как спортсмена была настолько велика, что практически полностью затмила политическую карьеру.
Альфред Литтлтон умер 5 июля 1913 года в городе Лондоне.

## Семья
Был женат дважды. Первая жена Лаура Литтлтон (1862—1886), от которой имел сына Альфреда Кристофера Литтлтона; вторая жена Эдит Софи Литтлтон (урождённая Бальфур; 1865—1948) от брака с которой родились два сына и дочь:
- Оливер Литтлтон, 1-й виконт Чандос (15 марта 1893 года — 21 января 1972 года)
- Мэри Фрэнсис Литтлтон (1 июля 1895 — 24 октября 1982), в 1928 году вышла замуж за Джорджа Крейка, 2-го баронета Крейк
- Энтони Джордж Литтлтон (3 июня 1900 — 17 декабря 1901).